# Millomontia brevispina
Millomontia brevispina is een hooiwagen uit de familie Triaenonychidae.